# صالح اليزيدي
صالح بدر اليزيدي، لاعب كرة قدم قطري من أصول يمنية في نادي لوسيل.
كانت بداياته مع نادي معيذر في الفئات السنية وأكاديمية اسباير وانتقل إلى السد في عام 2008 و لعب للفريق الأول في عام 2010 و أعاره السد إلى أم صلال مطلع عام 2016 و أعاره بعدها إلى الخور في صيف 2016 و انتقل إلى نادي المرخية عام 2017 و انتقل إلى نادي السيلية في عام 2018 و بعد موسم وقع مع نادي الشمال و بعدها لعب مع نادي المرخية ونادي البدع والنادي الأهلي ونادي السيلية ونادي لوسيل.
مثل المنتخبات السنية القطرية

## روابط خارجية
- صالح اليزيدي على موقع قاعدة بيانات كرة القدم.إي يو (الإنجليزية)
- صالح اليزيدي على موقع Soccerway.com (الإنجليزية)